# Dromidiopsis
Dromidiopsis is een geslacht van kreeftachtigen uit de klasse van de Malacostraca (hogere kreeftachtigen).

## Soorten
- Dromidiopsis australiensis (Haswell, 1882)
- Dromidiopsis dormia (Linnaeus, 1763)
- Dromidiopsis edwardsi Rathbun, 1919
- Dromidiopsis indica (Gray, 1831)
- Dromidiopsis lethrinusae (Takeda & Kurata, 1976)
- Dromidiopsis richeri McLay, 2001
- Dromidiopsis tridentata Borradaile, 1903